# Adéla Gjuričová
Adéla Gjuričová (* 1971) je česká historička a politoložka, od listopadu 2023 ředitelka Ústavu pro soudobé dějiny AV ČR na pětileté období, kde působí jako výzkumná pracovnice a od roku 2021 na pozici vedoucí pracovní skupiny pro dějiny parlamentarismu. Zabývá se českými politickými dějinami po roce 1989, výzkumem parlamentarismu a rovněž psychiatrie za socialismu.
Vystudovala Filozofickou fakultu Univerzity Karlovy a Fakultu sociálních věd Univerzity Karlovy. V Ústavu českých dějin Filozofické fakulty  i přednáší. V Ústavu pro jazyk český AV ČR a Radě pro výzkum, vývoj a inovace se stala členkou dozorčí rady. V roce 2017 zasedla také v Radě Ústavu pro soudobé dějiny AV ČR, jejíž předsedkyní byla v letech 2022–2023. Od roku 2023 je ředitelkou Ústavu pro soudobé dějiny AV ČR.
V letech 2014-2018 též působila  jako radní pro kulturu a volný čas (Trojkoalice/nez.) na Praze 4.

## Dílo
- KOPEČEK, Michal, SPURNÝ, Matěj, VILÍMEK Tomáš, KOPEČEK Michal, ROUBAL Petr ed. Architekti dlouhé změny: expertní kořeny postsocialismu v Československu. Praha: Argo, 2019. Historické myšlení. ISBN 9788025728086.
- ŠAROCHOVÁ, Gabriela V., BĚLINA Pavel, KAŠE Jiří, KUČERA Jan Pavel a CUHRA Jaroslav. České země v evropských dějinách. Praha: Paseka, 2006. ISBN 80-7185-794-7.
- GJURIČOVÁ, Adéla a ZAHRADNÍČEK Tomáš, ed. Dlouhý volební rok 1990 ve střední Evropě: očekávání, koncepty, praxe. Praha: Ústav pro soudobé dějiny AV ČR, 2021. ISBN 978-80-7285-261-1.
- GJURIČOVÁ, Adéla a KOPEČEK Michal, ed. Kapitoly z dějin české demokracie po roce 1989. Praha: Paseka, 2008. ISBN 978-80-7185-876-8.
- GJURIČOVÁ, Adéla a ZAHRADNÍČEK Tomáš. Návrat parlamentu: Češi a Slováci ve Federálním shromáždění 1989-1992. Praha: Argo, 2018. ISBN 978-80-7285-213-0.
- GJURIČOVÁ, Adéla; SUK Jiří; ZAHRADNÍČEK Tomáš; KOPEČEK Michal; ROUBAL Petr. Rozděleni minulostí: vytváření politických identit v České republice po roce 1989. Praha: Knihovna Václava Havla, 2011. Edice Knihovny Václava Havla. ISBN 978-80-87490-03-7.
- GJURIČOVÁ Adéla a ZAHRADNÍČEK Tomáš (eds.): Kořeny a tváře národního parlamentu: Česká národní rada 1968-2018. Praha, Ústav pro soudobé dějiny AV ČR, v.v.i. 2019.
- GJURIČOVÁ Adéla; SCHULZ; Andreas; VELEK, Luboš – WIRSCHING, Andreas (eds.): Lebenswelten von Abgeordneten in Europa 1860-1990. Berlin, KGParl – Droste 2014.
- GJURIČOVÁ Adéla; ROUBAL; Petr; SUK, Jiří; ZAHRADNÍČEK, Tomáš: Sbírka rozhovorů s poslanci Federálního shromáždění 1989-1992. Uloženo v COH ÚSD AV.
- GJURIČOVÁ Adéla (ed.): „1989-2009: Society. History. Politics“: Collection of Conference Papers (16-18 September 2009, Liblice), online
- GJURIČOVÁ Adéla a KOPEČEK, Michal (eds.): Kapitoly z dějin české demokracie po roce 1989. Praha – Litomyšl, Paseka 2007.